# Harsha Vardhan
Harsha Vardhan es reconocido como actor, comediante y guionista indio, destacándose principalmente en la industria cinematográfica telugu. Aunque su carrera se ha centrado principalmente en el cine telugu, también ha incursionado en algunas películas en tamil e hindi, además de participar en proyectos televisivos.
Harsha Vardhan ha ganado reconocimiento por su destacada actuación en series de televisión telugu como "Ruthu Raagalu" y "Amrutham", además de haber participado en más de treinta películas en diversos roles. Además, incursionó como guionista y dialoguista en películas como "Gunde Jaari Gallanthayyinde" y "Manam". Su contribución en "Manam" le valió el premio Santosham al Mejor Diálogo en la 13ª edición de los Santosham Film Awards.